# Cixius insueta
Cixius insueta är en insektsart som beskrevs av Walker 1857. Cixius insueta ingår i släktet Cixius och familjen kilstritar. Inga underarter finns listade i Catalogue of Life.